# Тямбара
Тямбара (яп. チャンバラ) — «бой на мечах», специфический для Японии жанр историко-приключенческого кино, повествующий о самураях и сражениях на мечах, своего рода аналог американских вестернов и европейских фильмов плаща и шпаги. Слово «тямбара» происходит от «тянтян-барабара» — звукоподражания, описывающего звук мечей в бою.

## История
Первые фильмы в этом жанре были немыми, и поэтому озвучивались специальным рассказчиком бэнси. Например, к таким фильмам относятся Змей (1925, режиссёр Бунтаро Футагава) и Курама Тэнгу (1928).
Хотя поначалу фильмы о самураях были скорее драматичными, чем ориентированными на схватки, после Второй мировой войны сцены насилия стали их характерной чертой, а сюжеты стали более мрачными. Героями обычно являются воины с глубокими душевными или физическими ранами; самураи, переживающие изменения своего социального статуса; ронины, оставшиеся без сюзерена. Действие фильмов жанра тямбара разворачивается, как правило, во времена правления клана Токугава (1600—1868), во времена заката самураев. Характерным представителем жанра является фильм «Затойчи» (2003).
Этот жанр популяризовал Акира Куросава, снимавший фильмы о смерти и насилии в контексте самурайской культуры («Расёмон», «Трон в крови»), об одиноких воинах, не желающих хвастаться своими боевыми заслугами, а озабоченных тем, чтобы скрыть свои таланты («Телохранитель», «Семь самураев»). Ряд его фильмов был переделан в Италии и США как вестерны или как боевики, действие которых происходит в других контекстах. Фильм Куросавы «Семь самураев» — один из важнейших эталонов жанра и самый известный за пределами Японии. Он также иллюстрирует некоторые условности самурайского фильма: главными героями являются ронины, безработные самураи без хозяина, которые могут действовать так, как диктует их совесть. При этом герои, как правило, решают свои проблемы с помощью насилия, что также показывает беспомощность крестьянства и подчёркивает различия между ним и самураями.
Кендзи Мисуми активно снимал фильмы о самураях с 1950-х до середины 1970-х годов. Он снял около 30 фильмов этого жанра, в том числе «Одинокий волк и детёныш», а также несколько сериалов «Дзатойти» и «Сонные глаза смерти».
Наиболее ярким и плодовитым представителем жанра в 1960-е годы стал режиссёр Хидэо Гося. Наибольшую популярность жанр тямбара имел в начале 1970-х годов.

## Персонажи
- Курама Тэнгу — герой серии фильмов с одноимённым названием,
- Дзатоити — герой серии фильмов с одноимённым названием,
- Алая летучая мышь,
- Сандзюро.